# إيفان فيلالبا
إيفان فيلالبا (بالإسبانية: Iván Villalba) هو لاعب كرة قدم باراغواياني في مركز الدفاع، ولد في 19 يناير 1995 في أسونسيون في باراغواي. لعب مع بنيارول.